# Albumy numer jeden w roku 2009 (Japonia)
Notowanie Weekly Album Chart (jap. 週間アルバムランキング Shūkan Arubamu Chāto) przedstawia najlepiej sprzedające się albumy w Japonii. Publikowane jest ono przez magazyn Oricon Style, a dane skompletowane zostały przez Oricon w oparciu o cotygodniowe wyniki sprzedaży fizycznej albumów. Poniżej znajdują się tabele prezentujące najpopularniejsze albumy w danych tygodniach w roku 2009.

## Oricon Weekly Album Chart
| Data            | Album                                                             | Wykonawca              | Źródło |
| --------------- | ----------------------------------------------------------------- | ---------------------- | ------ |
| 5 stycznia      | wstrzymanie publikacji                                            | wstrzymanie publikacji |        |
| 12 stycznia     | My song Your song                                                 | Ikimonogakari          | [ 1 ]  |
| 19 stycznia     | EXILE BALLAD BEST                                                 | Exile                  | [ 2 ]  |
| 26 stycznia     | CODE GEASS COMPLETE BEST                                          | Różni artyści          | [ 3 ]  |
| 2 lutego        | touch Me!                                                         | Mai Kuraki             | [ 4 ]  |
| 9 lutego        | TRICK                                                             | Kumi Kōda              | [ 5 ]  |
| 16 lutego       | TRICK                                                             | Kumi Kōda              | [ 6 ]  |
| 23 lutego       | LOVE! ~THELMA LOVE SONG COLLECTION~                               | Thelma Aoyama          | [ 7 ]  |
| 2 marca         | Chambre (jap. シャンブル)                                         | Unicorn                | [ 8 ]  |
| 9 marca         | ANSWER                                                            | Angela Aki             | [ 9 ]  |
| 16 marca        | Funky Monkey Babys 3 (jap. ファンキーモンキーベイビーズ3)         | Funky Monkey Babys     | [ 10 ] |
| 23 marca        | Remio Best (jap. レミオベスト)                                    | Remioromen             | [ 11 ] |
| 30 marca        | DO YOU DREAMS COME TRUE?                                          | Dreams Come True       | [ 12 ] |
| 6 kwietnia      | NEXT LEVEL                                                        | Ayumi Hamasaki         | [ 13 ] |
| 13 kwietnia     | DO YOU DREAMS COME TRUE?                                          | Dreams Come True       | [ 14 ] |
| 20 kwietnia     | Shōnan no Kaze ~JOKER~ (jap. 湘南乃風〜JOKER〜)                   | Shōnan no Kaze         | [ 15 ] |
| 27 kwietnia     | PUZZLE                                                            | Kanjani∞               | [ 16 ] |
| 4 maja          | Tsuruno uta (jap. つるのうた)                                     | Takeshi Tsuruno        | [ 17 ] |
| 11 maja         | Break the Records -by you & for you-                              | KAT-TUN                | [ 18 ] |
| 18 maja         | WE ALL                                                            | Hideaki Tokunaga       | [ 19 ] |
| 25 maja         | 21 seiki no Breakdown (jap. 21世紀のブレイクダウン)               | Green Day              | [ 20 ] |
| 1 czerwca       | Relapse (jap. リラプス)                                           | Eminem                 | [ 21 ] |
| 8 czerwca       | Trash We’d Love                                                   | The Hiatus             | [ 22 ] |
| 15 czerwca      | ULTIMATE DIAMOND                                                  | Nana Mizuki            | [ 23 ] |
| 22 czerwca      | Shio, koshō (jap. 塩、コショウ)                                   | GReeeeN                | [ 24 ] |
| 29 czerwca      | Shio, koshō (jap. 塩、コショウ)                                   | GReeeeN                | [ 25 ] |
| 6 lipca         | Sanmon Gossip (jap. 三文ゴシップ)                                 | Ringo Shiina           | [ 26 ] |
| 13 lipca        | Zankyō (jap. 残響)                                                | Masaharu Fukuyama      | [ 27 ] |
| 20 lipca        | ⊿                                                                 | Perfume                | [ 28 ] |
| 27 lipca        | Tegomass no uta (jap. テゴマスのうた)                             | Tegomass               | [ 29 ] |
| 3 sierpnia      | Hōkago Tea Time (jap. 放課後ティータイム)                         | Hōkago Tea Time        | [ 30 ] |
| 10 sierpnia     | Hello-Goodbye                                                     | Coming Century         | [ 31 ] |
| 17 sierpnia     | CALLING                                                           | Kobukuro               | [ 32 ] |
| 24 sierpnia     | CALLING                                                           | Kobukuro               | [ 33 ] |
| 31 sierpnia     | All the BEST! 1999-2009                                           | Arashi                 | [ 34 ] |
| 7 września      | All the BEST! 1999-2009                                           | Arashi                 | [ 35 ] |
| 14 września     | Box Emotions                                                      | Superfly               | [ 36 ] |
| 21 września     | ALL MY BEST                                                       | Mai Kuraki             | [ 37 ] |
| 28 września     | BEST A.I.                                                         | Ai                     | [ 38 ] |
| 5 października  | Ayaka’s History 2006–2009                                         | Ayaka                  | [ 39 ] |
| 12 października | Ayaka’s History 2006–2009                                         | Ayaka                  | [ 40 ] |
| 19 października | FURUSATO                                                          | Yuzu                   | [ 41 ] |
| 26 października | The BEST of Aqua Timez                                            | Aqua Timez             | [ 42 ] |
| 2 listopada     | THE GREAT VACATION VOL.2 ~SUPER BEST OF GLAY~                     | Glay                   | [ 43 ] |
| 9 listopada     | Michael Jackson THIS IS IT (jap. マイケル・ジャクソン THIS IS IT) | Michael Jackson        | [ 44 ] |
| 16 listopada    | The Circle (jap. ザ・サークル)                                    | Bon Jovi               | [ 45 ] |
| 23 listopada    | LOVE is BEST                                                      | Ai Ōtsuka              | [ 46 ] |
| 30 listopada    | MAGIC                                                             | B’z                    | [ 47 ] |
| 7 grudnia       | Ima made no A men, B men Dest!? (jap. いままでのA面、B面ですと!?) | GReeeeN                | [ 48 ] |
| 14 grudnia      | Aisubeki mirai e (jap. 愛すべき未来へ)                            | Exile                  | [ 49 ] |
| 21 grudnia      | J album                                                           | KinKi Kids             | [ 50 ] |
| 28 grudnia      | PAST < FUTURE                                                     | Namie Amuro            | [ 51 ] |